# El Adelanto
El Adelanto är en kommunhuvudort i Guatemala.   Den ligger i departementet Departamento de Jutiapa, i den södra delen av landet, 90 km sydost om huvudstaden Guatemala City. El Adelanto ligger 1 188 meter över havet och antalet invånare är 1 964.
Terrängen runt El Adelanto är huvudsakligen kuperad. El Adelanto ligger uppe på en höjd. Runt El Adelanto är det ganska tätbefolkat, med 207 invånare per kvadratkilometer. Närmaste större samhälle är Atescatempa, 9,8 km öster om El Adelanto. Omgivningarna runt El Adelanto är en mosaik av jordbruksmark och naturlig växtlighet.